# Bruguiera (protista)
Bruguieria, inicialmente denominado Bruguierea y a veces erróneamente denominado Bruguiera, es un género de foraminífero bentónico considerado un sinónimo posterior de Nummulites de la familia Nummulitidae, de la superfamilia Nummulitoidea, del suborden Rotaliina y del orden Rotaliida. Su especie tipo era Camerina laevigata. Su rango cronoestratigráfico abarca desde el Ypresiense (Eoceno inferior) hasta el Priaboniense (Eoceno superior).

## Clasificación
Bruguieria incluía a las siguientes especies:
- Bruguieria fabianii †
- Bruguieria fichteli †
- Bruguieria ficheuri †
- Bruguieria intermedia †
- Bruguieria laevigata †
- Bruguieria libyca †
- Bruguieria virgilioi †

En Bruguieria se ha considerado el siguiente subgénero:
- Bruguieria (Camerina), aceptado como género Camerina